# 다이하드 스왓
다이하드 스왓(Gridlocked)은 미국에서 제작된 앨런 웅거 감독의 2015년 액션 영화이다. 도미닉 퍼셀 등이 주연으로 출연하였다.

## 출연
- 도미닉 퍼셀 : 데이빗 헨드릭스 역
- 코디 해크먼 : 브로디 워커 역
- 대니 글러버 : 설리 역
- 스티븐 랭 : 코버 역
- 트리시 스트레터스 : 지나 역
- 비니 존스 : 라이커 역
- 사울 루비넥 : 마티 역
- 스티브 바이어스 : 스콧 캘러웨이 역
- 제임스 A. 우즈 : 제이슨 역
- J. P. 마누 : 핀 역
- 리차드 건 : 매덕스 역
- 로마노 오자리 : 댈러스 역
- 드웨인 맥린 : 에드 역
- 데렉 맥그레스 : 예약 담당자 역
- 주다 카츠 : 빌 역
- 린다 고랜슨 : 낸시 역
- 짐 코드링턴 : 벡 역
- 스티븐 보가트 : 칼 역
- 폴 에이모스 : 젊은 경관 역